# Grimm (Hamburg)
Grimm (o El Grimm) és una antiga illa del riu Alster a Hamburg, Alemanya, a l'est de Cremon. Avui en dia hi ha un carrer al nucli antic, i el carrer és probablement a l'illa.
Des de la primera meitat del segle xiii, Grimm i Cremon van formar la parròquia de Santa Catalina. Inicialment Adolf III, comte de Holstein i Schauenburg havia portat colons de Westfàlia per colonitzar l'illa. La seva costa es va construir després de tres inundacions des 1216-1219 i l'illa ho reclamava. Fins al 1300, l'illa estava fora de les muralles.
Grimm no havia veures afectada pel foc d'Hamburg de 1842 i va ser una de les poques zones de la ciutat antiga que van conservar la seva estructura històrica fins al segle xx. Es tractava principalment de cases de mercants d'Hamburg, de quatre plantes i entre 3 i 5 annexos del barroc, amb façanes típiques, portals i rics pre-construïts Ausluchten. A principis del segle XX però, es va observar un canvi en la composició de la població. 
El sostre pintat de la casa que hi havia a Grimm 31 s'ha conservat a l'Hamburgmuseum des que va obrir el 1922.